# حدأة
الحدأة (أبو الخطاف، أبو الصلت) من الطيور الجارحة من الفصيلة البازية وتضم ثلاث فُصيلات هي الحدآوات والحدآت بيضاء الذيل وحوامات النحل. تعيش في المناطق الدافئة من العالم في المناطق الريفية وقرب مصادر المياه.
تتغذى الحدأة على لحوم الفئران والحمام والطيور والحيوانات الصغيرة الأخرى. وبعض أنواعها الأوروبية تتغذى على الحلزونات تسمى حدأة الحلزون.
تعيش الحدأة فوق قمم الأشجار العالية وأعلى البنايات المرتفعة. ودائماً ما تشاهد وهي تحوم فوق الحقول وأعلى البنايات.
تتميز الحدأة بقوة البصر التي تمكنها من رصد الحيوانات والطيور الصغيرة من ارتفاعات كبيرة.
وللحدأة صوت يسمع من مسافات.
تبيض الأنثى من 10 بيضات إلى 20 بيضة في المرة الواحدة، وينمو الصغار بسرعة كبيرة، وسرعان ما يبدأون في تعلم الطيران.
كانت الحدأة الحمراء في وقت من الأوقات من الطيور الشائعة في بريطانيا وكانت تقتات من نفايات الشوارع وكثيراً ما ذكرت في الأدب الإنجليزي، أما الآن فهي نادرة الوجود ومهددة بالانقراض.
لون الحدأة الشائعة بني اللون مائل إلى الاحمرار مع ريش أسود، ويبدو الذيل مثلثاً عند الطيران.
كما انه تم رصد هذا الطائر وهو يلتقط اخشاب مشتعلة ويلقي بها في اماكن اخرى لانتشار النيران.

## الحدأة في الإسلام
ذُكرت في حديثٍ نبويّ عن عائشة رضي الله عنها قالت: قال رسول الله ﷺ: «خمسٌ من الدواب كُلهّن فواسق يُقتلن في الحل والحرم: العقرب، والحدأة، والحية، والفأرة، والكلب العقور».